# David Kelley (Ingenieur)

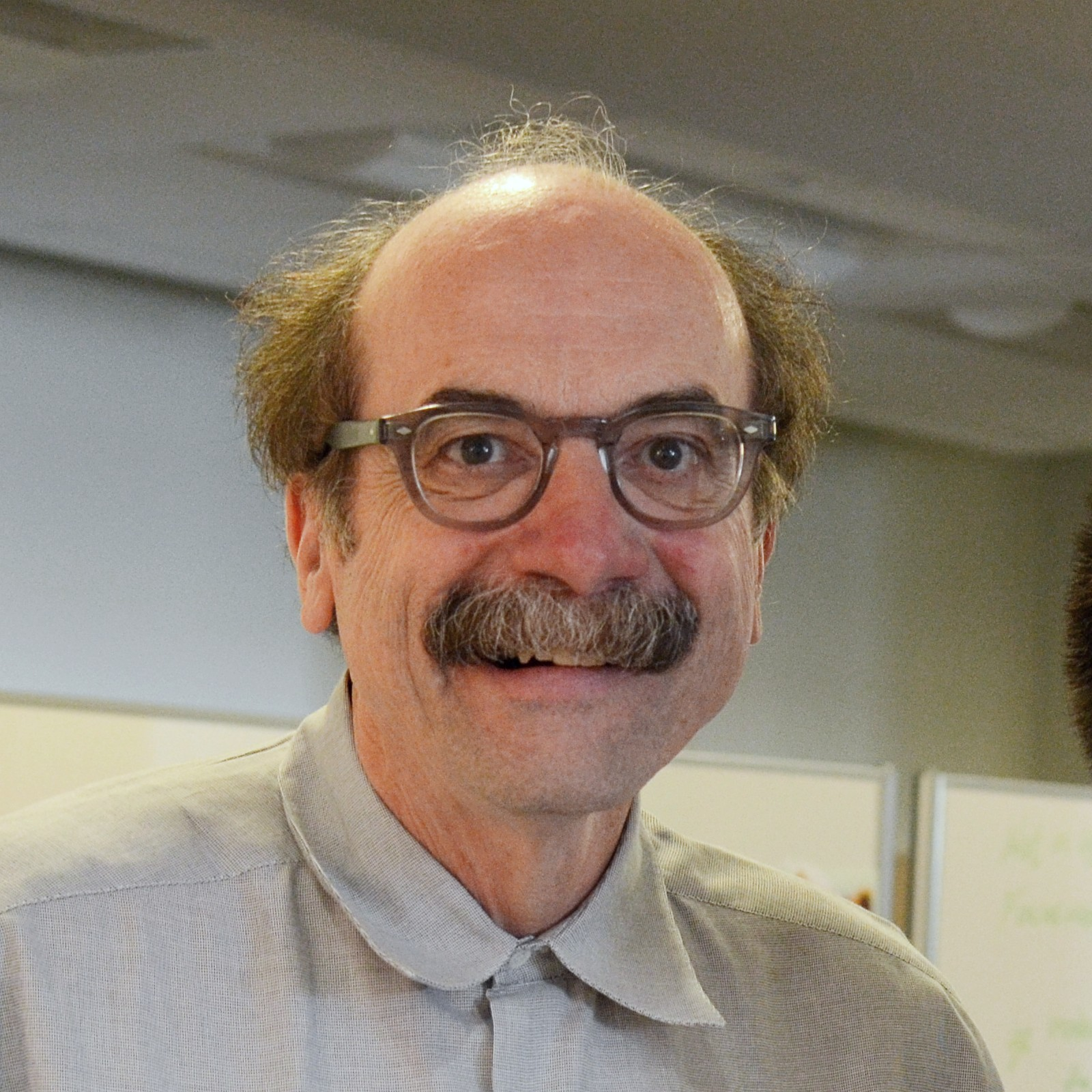
David Kelley (2012)

David M. Kelley (* 10. Februar 1951 in Barberton) ist Professor an der Stanford University sowie Gründer von IDEO und dem Hasso Plattner Institute of Design. Kelley gilt als Namensgeber und einer der Wegbereiter der Innovationsmethode Design Thinking.

## Leben
Im Jahr 1973 machte David Kelley seinen Bachelorabschluss als Elektroingenieur an der Carnegie Mellon University. Danach arbeitete er mehrere Jahre in den Entwicklungsabteilungen von Boeing und NCR. 1978 erhielt er einen Masterabschluss in Produktdesign an der Stanford-Universität.
Kelley gründete 1978 zusammen mit Dean Hovey seine erste Firma Hovey-Kelley die später nach dem Weggang von Hovey in David Kelley Design (DKD) umbenannt wurde. Dort wurde u. a. die erste Computermaus für Apple entwickelt. 1991 fusionierte er seine Firma mit zwei anderen Designstudios, um IDEO zu gründen. Im selben Jahr wurde er zum Professor an der Stanford-Universität ernannt. Bis 2000 war er CEO und im Anschluss bis 2018 Chairman von IDEO.
Parallel begann er 1978 in Stanford zu unterrichten und wurde dort 1991 ordentlicher Professor für Maschinenbau. Er ist Mitbegründer und Leiter der d.school, die seit 2005 den Namen Hasso Plattner Institute of Design trägt.

## Auszeichnungen und Ehrungen
- 1991 anlässlich des hundertjährigen Jubiläums von Stanford wurde David Kelley von der Universität wegen seiner „Mischung aus Tatkraft und unbegrenzter Vorstellungskraft“ geehrt.
- 2000 „Chrysler Design Award“.[5]
- 2000 gewählt in die National Academy of Engineering.
- 2001 wurde Kelley und IDEO vom Smithsonian Institute der „National Design Award“ verliehen.[6]
- 2002 von Stanford zum „Donald W. Whittier Professor in Mechanical Engineering“ ernannt.
- 2005 Sir Misha Black Award des Royal College of Art.[7]
- 2009 „Edison Achievement Award“.[8] der Rutgers University
- 2020 Bernard M. Gordon Prize.

## Publikationen (Auswahl)
- mit Tom Kelley: Reclaim Your Creative Confidence, Harvard Business Review, Juni 2012, S. 85–92.
- mit Tom Kelley: Kreativität und Selbstvertrauen. Der Schlüssel zu Ihrem Kreativitätsbewusstsein, Verlag Hermann Schmidt, Mainz 2014, ISBN 978-3-87439-859-6 (englisch: Creative Confidence. Unleashing the Creative Potential within Us All).